# Bill Skate
William Skate, dit Bill Skate (né le 26 septembre 1953 et mort le 3 janvier 2006 à Brisbane en Australie) est un homme politique papou-néo-guinéen, premier ministre du pays du 22 juillet 1997 au 14 juillet 1999 et gouverneur général du 21 novembre 2003 au 28 mai 2004.

## Biographie
Fils d'une mère papou-néo-guinéenne et d'un père australien, il grandit « dans les taudis de Kaugere », village en banlieue de Port Moresby. Après des études universitaires, il travaille comme comptable.
Il devient directeur de la commission du District de la capitale nationale en 1987. Aux élections législatives de 1992, il est élu député de cette circonscription régionale au Parlement national. Il est alors élu président du Parlement, fonction qu'il conserve jusqu'en 1994.
Skate est gouverneur du District de la capitale nationale de 1995 à 1997. Élu Premier ministre par les députés en juillet 1997, il démissionne en juillet 1999, craignant de perdre un vote de censure au Parlement, alors que l'économie du pays est au plus mal. En 2002, son parti politique, le Parti du Congrès national du peuple (PNC), devient un partenaire de coalition dans le gouvernement de Sir Michael Somare et Skate devient à nouveau président du Parlement national. Il est gouverneur général par intérim en novembre 2003, le président du Parlement exerçant constitutionnellement cette fonction lorsque le poste de gouverneur général est vacant. Sir Pato Kakeraya devait prendre ses fonctions le 20 janvier 2004, mais Skate continue d'exercer la fonction en raison de contestations judiciaires de l'élection de Kakeraya. Le 3 mars 2004, Skate est suspendu de ses fonctions de gouverneur général par intérim en raison d'allégations selon lesquelles il aurait détourné des fonds au cours des années 90. Il conseille alors au Premier ministre de nommer un ministre comme gouverneur général par intérim. Le lendemain, cependant, il est libéré des poursuites financières devant le tribunal et redevient gouverneur général par intérim. En mai 2004, son parti quitte la coalition après que lui et d'autres membres ont refusé de soutenir un amendement constitutionnel appuyé par Somare, qui aurait donné plus de temps au gouvernement pour échapper aux votes de censure. En conséquence, le PNC devient le plus grand parti d'opposition. Le 28 mai 2004, Skate cesse d'être président lorsque le Parlement élit un candidat pro-gouvernemental, Jeffrey Nape. Le poste de gouverneur général étant toujours vacant, Nape succède donc automatiquement à Skate en tant que gouverneur général par intérim.
Bill Skate a été fait chevalier en janvier 2005 pour services rendus au Parlement, devenant Sir William Skate.
Il est décédé à l'hôpital le 3 janvier 2006 à Brisbane, en Australie, où il avait été transporté par avion après avoir été victime d'un accident cérébrovasculaire à la fin du mois de décembre 2005. Il s'agit probablement d'un effet d'alcoolisme chronique. Il est inhumé à Port Moresby. Il est le premier ancien Premier ministre de Papouasie-Nouvelle-Guinée à mourir.